# David Gilbert Thomas
David Gilbert Thomas (* 4. August 1928 in London; † 9. Mai 2015 in Torrington (Connecticut)) war ein britisch-US-amerikanischer Chemiker und Physiker, der sich mit Festkörperphysik befasste.
Thomas besuchte die Harrow School und eine Schule in Vermont, studierte Chemie an der Universität Oxford mit dem Bachelor-Abschluss 1949 und dem Master-Abschluss 1950 und wurde 1952 in Oxford promoviert. Als Post-Doktorand war er am Royal Military College in Kingston (Ontario) und ab 1954 war er an den Bell Laboratories, wo er bis zu seiner Pensionierung 1992 blieb. Anfangs befasste er sich mit Chemie von Halbleitern. 1962 wurde er dort Leiter der Forschung über Halbleiterelektronik. 1969 wurde er Executive Director der Abteilung für elektronische Geräte und Materialien und deren Fabrikation. 1976 wurde er Executive Director der Abteilung Transmissionssysteme, die verschiedene Glasfaseroptik-Systeme entwickelten (auch 1988 für Unterwasser-Telefonkabel zwischen Europa und den USA). Nach der Pensionierung zog er nach Dallas.
Er befasste sich insbesondere mit optischen Eigenschaften von Halbleitern. In den 1960er Jahren war er an der Entwicklung von Leuchtdioden aus Galliumphosphid bei den Bell Laboratories beteiligt. Eines seiner sieben Patente (gehalten mit Willard S. Boyle) war für die Entwicklung des Halbleiter-Injektionslasers wichtig.
1969 erhielt er mit John Hopfield den Oliver E. Buckley Condensed Matter Prize für Forschungen zur Optik von Halbleitern (Exzitonen u. a.). 
1960 wurde er US-Staatsbürger.